# 不破関資料館
不破関資料館（ふわのせきしりょうかん）は、岐阜県不破郡関ケ原町にある博物館である。
不破関に関する出土物、資料を保管展示する。関ケ原町不破関資料館とも称する。

## 概要
不破関は1974年（昭和49年）から1977年（昭和52年）に岐阜県教育委員会により発掘調査が行われた。この調査で出土した資料を保管展示する施設として1982年（昭和57年）3月、不破関跡の一画に開館。
関ケ原町の条例では関ケ原町歴史民俗学習館と同じく、関ケ原町歴史民俗展示施設の一つである。
2020年（令和2年）4月から5月の緊急事態宣言による休業を利用して常設展示をリニューアル、同年6月2日より開館した。

## 主な展示内容
- 壬申の乱
- 不破関（設置・概要・変遷・停廃後）[1]
- 不破関復元模型
- 不破関出土物
  - 土器
  - 瓦
  - 和同開珎

## 利用案内
- 所在地：岐阜県不破郡関ケ原町大字松尾21-1
- 開館時間
  - 9:30 - 16:30（4月 - 10月）
  - 9:30 - 16:00（11月 - 3月）
- 休館日：月曜日（その日が祝日の場合、その翌日）、年末年始（12月29日 - 1月3日）
- 入館料：大人・110円、中学生以下・無料
- 駐車場：乗用車10台、バス3台。

## 交通アクセス

### 公共交通機関
- 東海道本線関ケ原駅下車、徒歩約20分。

### 自動車
- 名神高速道路関ケ原ICから車で約5分。

## 周辺施設
- 不破関
- 戸佐々神社 ※不破関西城門跡と推測される
- 若宮八幡神社 ※大友皇子を祀る
- 井上神社 ※天武天皇を祀る